# Хауел (Мичиген)
Хауел (Мичиген) (енгл. Howell) град је у америчкој савезној држави Мичиген. По попису становништва из 2010. у њему је живело 9.489 становника.

## Демографија
Према попису становништва из 2010. у граду је живело 9.489 становника, што је 257 (2,8%) становника више него 2000. године.
| Група             | 2000.         | 2010.         |
| Белци             | 8.742 (94,7%) | 8.800 (92,7%) |
| Афроамериканци    | 29 (0,3%)     | 40 (0,4%)     |
| Азијати           | 114 (1,2%)    | 109 (1,1%)    |
| Хиспаноамериканци | 199 (2,2%)    | 331 (3,5%)    |
| Укупно            | 9.232         | 9.489         |